# Titanosaurus (kaiju)
Titanosaurus (チタノザウルス, Titanozaurusu) ou le Titanosaure est un kaiju qui apparaît en premier lieu en 1975 dans le film Mechagodzilla contre-attaque.

## Apparition
Le Titanosaurus est un dinosaure aquatique de 60 mètres de haut découvert dans l'océan Pacifique. Il est de couleur verte, possède une voile dorsale sur son dos (comme le spinosaurus) et une grande nageoire caudale servant à générer des vents. En plus d'avoir des dents et des griffes, le Titanosaurus possède la capacité de créer des tourbillons d'eau. Dans Godzilla : Unleashed, il possède le rayon sonique.

## Histoire
Le Titanosaurus partage son nom avec un autre dinosaure réel. Il apparaît dans Les Monstres du continent perdu où des extraterrestres l'utilisent avec Mechagodzilla pour attaquer l'humanité en le transformant de créature docile en créature agressive. Godzilla l'affronte à Tokyo et le tue avec un rayon atomique, le faisant tomber dans la mer.
Il réapparaît dans un Stock Footage dans Godzilla: Final Wars avec Varan, Gezora, Gaira, Baragon et Meganulon.
À l'origine, le Titanosaurus devait être composé de deux dinosaures géants fusionnant en un seul monstre géant, mais un seul Titanosaurus a été créé.

## Films
- 1975 : Mechagodzilla contre-attaque, de Ishirō Honda